# Yaxnohcah
Yaxnohcah (en maya: Yaax Noj Kaaj, “primer gran ciudad”) es un sitio arqueológico maya edificado en el periodo preclásico ubicado al sur del municipio de Calakmul en el estado de Campeche, México, dentro de la Reserva de la biosfera de Calakmul. Yaxnohcah fue una ciudad maya cuya ocupación se remonta al periodo preclásico medio y muestra haber sido abandonada en el posclásico temprano, el sitio está conformado por varios complejos arquitectónicos de carácter cívico-ceremonial con edificaciones que incluyen pirámides, plazas, canchas de juegos de pelota y conjuntos habitacionales de elite, abarcando un área aproximada de 40km2, siendo uno de los sitios más extensos registrados en la región del sur de Campeche.

## Ubicación
Yaxnohcah se localiza en medio de la selva de la parte sur del estado de Campeche a aproximadamente 9 kilómetros al sur de la ciudad maya de Calakmul, en una zona con presencia de varios yacimientos arqueológicos mayas como Mucaancah, Candzibaantún, Chicaanticaanal o Cheyokolnah.

## Arquitectura
La arquitectura de Yaxnohcah y su distribución urbana demuestran que la ciudad alcanzó un gran desarrollo durante su esplendor. Dentro de cada conjunto arquitectónico hay edificaciones de aproximadamente 20 a 30 metros de altura, siendo la denominada Estructura A-1 el edificio de mayor tamaño del sitio con una altura de aproximadamente 38 metros desde su base. La ciudad reparte 3 de sus grupos arquitectónicos principales conectados por varios kilómetros de caminos de sacbé formando un triángulo isósceles visible desde las alturas con los grupos alineados como punta.

## Historia
De acuerdo a la evidencia arqueológica Yaxnohcah inició su desarrollo desde el periodo preclásico medio y su ocupación continuó durante todo el periodo clásico hasta el posclásico temprano como una ciudad con gran actividad ceremonial.
El sitio arqueológico de Yaxnohcah fue originalmente descubierto en 1933 por Karl Ruppert y John Dennison durante una expedición arqueológica en Campeche registrando la presencia de grandes estructuras y una gran cantidad de montículos y plazas sin dar mayores detalles. El sitio permaneció sin explorar hasta 2004 cuando fue redescubierto por el arqueólogo Iván Šprajc utilizando las referencias de Ruppert y Dennison.